# Álvaro Martins dos Santos
Álvaro Augusto Martins dos Santos (Padrão da Légua, 27 de maio de 1918 – Padrão da Légua, 8 de novembro de 2003), mais conhecido por Álvaro Martins, foi intérprete de guitarra portuguesa, compositor e letrista para além de acompanhador de fados.
O seu nome é desconhecido para a maioria das pessoas devido ao facto de ter feito grande parte da sua carreira no Porto.
Até a sua morte, em novembro de 2003, Álvaro Martins acompanhou os grandes nomes do fado da sua época e deixou mais de 100 trabalhos editados.

## Biografia
Filho de Joaquim Martins dos Santos, barbeiro, e de Alzira Rosa Martins, foi na barbearia do seu pai e localizada no centro do Padrão da Légua, que Álvaro Martins começou a tocar aos 5 anos de idade. Nessa época, nas barbearias era frequente haver uma guitarra portuguesa e uma viola para os clientes e/ou os barbeiros tocarem.
Entretanto, Álvaro Martins começou a tocar em outros estabelecimentos e acompanhar João Gago, tio de 2º grau de Angelo Jorge, um dos violas que o mais acompanhou.
E aos 12 anos de idade, Álvaro Martins tocou pela primeira na vez na antiga Emissora Nacional.
Nos anos 40 do século passado, José Maria Nóbrega, atualmente um dos grandes violas de Fado, estabeleceu-se no Padrão da Légua como alfaiate. Nesta zona do concelho de Matosinhos, José Maria Nóbrega conheceu Álvaro Martins, que o lançou no Fado. Durante cerca de dez anos, ambos tocaram no Tamariz, casa de fados no Porto. No Tamariz, passaram todos os grandes nomes do Fado da época, havendo um forte intercâmbio entre fadistas de Lisboa e Porto. Quando Moniz Trindade ouviu os dois no Tamariz, convidou a dupla para atuar em Lisboa, durante um mês, no Café Pam-Pam, uma casa de fados que ia abrir perto da Praça do Chile. É assim que, em 1957, José Maria Nóbrega e Álvaro Martins chegam à capital para atuarem cerca de um mês. Findo o contrato, ambos os músicos regressam ao Porto. Para além da excelente relação profissional que eles tiveram, Álvaro Martins foi padrinho da filha de José Maria Nóbrega.
No final da década de 1950, em 1959, a sua música “Noite” foi incluída no disco "Amália Rodrigues" da Amália Rodrigues e acompanhou Fernando Farinha no Coliseu do Porto no dia 25 de Outubro.
Em 1965, Álvaro Martins conheceu o poeta Torre da Guia no restaurante típico A Candeia.
Torre da Guia como poeta e Álvaro Martins como compositor tornaram-se na dupla criadora de grandes Fados como "Pão de Gestos", que se tornou um sucesso popular nos anos 80 do século passado na voz de Beatriz da Conceição e Rodrigo, ou "Olhai a Noite", que é cantado por centenas de fadistas (por exemplo, Tony de Matos, Fernando Maurício, Fernando Gomes, Fernando João, António Calvário, etc.).
Durante a sua carreira, Álvaro Martins fez muitas digressões nas comunidades de emigrantes portugueses e não só como acompanhador de Fados mas também como solista. Estados Unidos da América, Brasil, França ou Moçambique são alguns dos países.
Entre as muitas casas de fado em que atou, destaca-se A Candeia, Arcadas Dom Vaz, Lisboa à Noite, O Requinte e Tamariz.
Entre os muitos violas de Fado, que formaram dupla com Álvaro Martins, destacam-se José Maria Nóbrega, José Maria de Carvalho, Mário Lopes, Manuel Carvalho e Angelo Jorge.
E entre os fadistas, que foram acompanhados à guitarra portuguesa por Álvaro Martins, destacam-se Amália Rodrigues, Fernando Farinha, Fernando Maurício, Tristão da Silva, entre outros grandes fadistas.
Álvaro Martins faleceu a 8 de novembro de 2003 com 85 anos de idade no Padrão da Légua, a sua terra natal.
Com o passar do tempo, a sua obra, que é composta por mais de 100 trabalhos editados, ganha cada vez mais importância. Atualmente, é alcunhado como Mestre.
Em 2015, André Almeida Rodrigues, familiar de Álvaro Martins, produziu e realizou "O Barbeiro Guitarrista", um pequeno documentário sobre este artista no âmbito do Mestrado Som e Imagem da Escola das Artes da Universidade Católica Portuguesa. Este filme, que se encontra disponível no Youtube, conta com os depoimentos de Angelo Jorge (viola de fado), Armindo Álvaro (filho de Álvaro Martins), Fernando João (fadista), Humberto Teixeira (empresário de fado), Rodrigo (fadista) e Torre da Guia (poeta e letrista), ganhou o Prémio Latino de Melhor Curta Metragem Portuguesa (Fundación Mundo Ciudad, 2016, Espanha), Menção Honrosa no FARCUME (Faro, 2016), foi nomeado ao Sophia Estudante (Academia Portuguesa de Cinema) e exibido em 19 países.

## Discografia
- Guitarradas - Acompanhado à viola por José Maria de Carvalho - Rapsódia
- Guitarradas de Portugal  - Acompanhado à viola por Manuel Carvalho - Ofir
- Guitarradas - Com António Proença - Orfeu
- Guitarra Portuguesa - Acompanhado à viola por Miguel Costa e José Maria de Carvalho - Ofir
- Guitarradas por Álvaro Martins - Acompanhado à viola por Manuel Lopes - Alvorada
- Álvaro Martins - Guitarradas - Acompanhado à viola por Angelo Jorge - Horizonte

## Maiores sucessos
- As duas Rosas - Letrista;
- Avé Maria do Mar - Compositor e intérprete de guitarra portuguesa;
- Bonsucesso - Compositor e intérprete de guitarra portuguesa;
- Mas falta escrever na Lua - Compositor;
- Noite - Compositor e intérprete de guitarra portuguesa;
- Olhai a Noite - Compositor;
- Pão de Gestos - Compositor;